# 松浦信号场
松浦信号场是位于韩国庆尚北道永川市北安面松浦里的一个号志站，属于中央线，本站过去曾为招呼站。

## 历史
- 1966年7月11日，落成使用[1]。
- 2021年12月28日：停用本站。

## 邻近车站
韓国铁道公社
中央線
永川站 - 松浦信号场 - 林浦站